# Francisco Farinós
Francisco Javier Farinós Zapata (Valencia, 29 marzo 1978) è un ex calciatore spagnolo, di ruolo centrocampista.

## Carriera

### Club

#### Valencia
Esordisce da diciottenne nella squadra della sua città, il Valencia, guadagnandosi il posto da titolare in mezzo al campo. Con la squadra valenciana conquistò una Coppa Intertoto, una Coppa del Re e una Supercoppa Spagnola nel 1999, con Claudio Ranieri come allenatore. Partecipò al grande cammino della sua squadra verso la finale di Champions League 1999-2000, dove la formazione allenata da Héctor Cúper perse contro i connazionali del Real Madrid per 3-0 a Parigi. Nella stessa stagione, realizzò anche il suo primo gol nella massima competizione europea durante la partita dei gironi contro il Bordeaux.

#### Inter e Villareal

Da sinistra: Farinós, Frey e Pirlo all'Inter nella stagione 2000-2001

Dopo tre anni in cui si guadagna l'attenzione di molti club europei, nel 2000 viene notato dall'Inter, che lo acquista a titolo definitivo per 36 miliardi di lire. Nel ritorno dei quarti di finale di Coppa UEFA 2001-2002, giocati tra Inter e Valencia, si è infilato i guantoni ed è subentrato per esaurimento cambi come portiere al posto dell'espulso Francesco Toldo, difendendo l'1-0 firmato Nicola Ventola. L'Inter verrà poi eliminata dal Feyenoord in semifinale. Realizza la sua unica rete in Serie A al Bentegodi contro il Verona.
Rimane all'Inter per tre anni e mezzo, inframezzati da mezzo anno di prestito al Villarreal nella stagione 2002-2003.

#### Maiorca ed Hercules
Nel 2004 viene ingaggiato dal Mallorca in prestito, prima di essere acquistato a titolo definitivo dallo stesso club spagnolo l'estate successiva. Nel 2006 firma con l'Hércules, club di Segunda División. Nel 2009 vince il premio BBVA al fair-play.
Nel 2006-07, dopo essere stato liberato dal Maiorca, venne preso in prova dal Charlton Athletic, in Inghilterra, ma non venne ingaggiato. Farinós firmò quindi per l'Hércules, squadra militante in Segunda División. Vittima di due infortuni, segna solo 15 volte nel solo nelle prime tre stagioni con gli spagnoli. Nel 2009 vince il premio BBVA al fair-play.
Nel 2010 la squadra di Alicante è promossa nella Liga, e Farinos torna nel massimo campionato spagnolo. La prima parte della stagione 2010-11 fu segnata da un infortunio, che lo fa rimanere fermo per fino a gennaio. Il 29 gennaio torna a giocare contro il Barcellona. In questa partita viene espulso per doppia ammonizione. Il 13 febbraio 2011, nella partita vinta 2-1 contro il Real Saragozza segna il gol del pareggio e fornisce l'assist a David Trezeguet per il gol della vittoria.

#### Levante e ritorno al Villareal
Nel 2011-2012 passa al Levante, dove gioca 30 partite e aiuta la squadra a ottenere il record di punti in Primera División. Il Levante si qualifica in Europa League, ma Farinós a fine stagione rimane svincolato.
Nel dicembre 2012 passa al Villarreal, sua ex squadra, in Segunda División, contribuendo a ottenere la promozione alla massima serie per la seconda volta nella sua carriera.
Nel febbraio 2014 Farinós decide di ritirarsi, a causa dei numerosi infortuni.

### Nazionale
Ha fatto parte in passato della nazionale spagnola Under-20, partecipando al Mondiale 1997 di categoria, e di quella maggiore, totalizzando due presenze. Ha peraltro messo a referto 17 presenze per la selezione Under-21, segnando cinque gol e vincendo il campionato europeo 1998.

## Statistiche

### Presenze e reti nei club
| Stagione                 | Squadra                  | Campionato               | Campionato | Campionato | Coppe nazionali | Coppe nazionali | Coppe nazionali | Coppe continentali | Coppe continentali | Coppe continentali | Altre coppe | Altre coppe | Altre coppe | Totale | Totale |
| Stagione                 | Squadra                  | Comp                     | Pres       | Reti       | Comp            | Pres            | Reti            | Comp               | Pres               | Reti               | Comp        | Pres        | Reti        | Pres   | Reti   |
| ------------------------ | ------------------------ | ------------------------ | ---------- | ---------- | --------------- | --------------- | --------------- | ------------------ | ------------------ | ------------------ | ----------- | ----------- | ----------- | ------ | ------ |
| gen.-giu. 1996           | Valencia Mestalla        | SDB                      | 2          | 0          | -               | -               | -               | -                  | -                  | -                  | -           | -           | -           | 2      | 0      |
| lug.-dic. 1996           | Valencia Mestalla        | SDB                      | 15         | 3          | -               | -               | -               | -                  | -                  | -                  | -           | -           | -           | 15     | 3      |
| Totale Valencia Mestalla | Totale Valencia Mestalla | Totale Valencia Mestalla | 17         | 3          |                 | -               | -               |                    | -                  | -                  |             | -           | -           | 17     | 3      |
| gen.-giu. 1997           | Valencia                 | PD                       | 18         | 1          | CR              | 0               | 0               | CU                 | 0                  | 0                  | -           | -           | -           | 18     | 1      |
| 1997-1998                | Valencia                 | PD                       | 31         | 2          | CR              | 2               | 0               | -                  | -                  | -                  | -           | -           | -           | 33     | 2      |
| 1998-1999                | Valencia                 | PD                       | 32         | 2          | CR              | 4               | 0               | Int+CU             | 5+3                | 1+0                | -           | -           | -           | 44     | 3      |
| 1999-2000                | Valencia                 | PD                       | 34         | 5          | CR              | 0               | 0               | UCL                | 17                 | 2                  | SS          | 2           | 1           | 53     | 8      |
| Totale Valencia          | Totale Valencia          | Totale Valencia          | 115        | 10         |                 | 6               | 0               |                    | 25                 | 3                  |             | 2           | 1           | 148    | 17     |
| 2000-2001                | Inter                    | A                        | 21         | 1          | CI              | 3               | 0               | CU                 | 8                  | 0                  | SI          | 1           | 1           | 33     | 2      |
| 2001-2002                | Inter                    | A                        | 10         | 0          | CI              | 1               | 0               | CU                 | 5                  | 0                  | -           | -           | -           | 16     | 0      |
| 2002-gen. 2003           | Inter                    | A                        | 2          | 0          | CI              | 2               | 0               | UCL                | 0                  | 0                  | -           | -           | -           | 4      | 0      |
| gen.-giu. 2003           | Villarreal               | PD                       | 22         | 2          | CR              | -               | -               | -                  | -                  | -                  | -           | -           | -           | 22     | 2      |
| 2003-2004                | Inter                    | A                        | 16         | 1          | CI              | 5               | 0               | UCL+CU             | 0+3                | 0                  | -           | -           | -           | 24     | 1      |
| Totale Inter             | Totale Inter             | Totale Inter             | 49         | 2          |                 | 11              | 0               |                    | 16                 | 0                  |             | 1           | 1           | 77     | 3      |
| 2004-2005                | Maiorca                  | PD                       | 32         | 4          | CR              | 0               | 0               | -                  | -                  | -                  | -           | -           | -           | 32     | 4      |
| 2005-2006                | Maiorca                  | PD                       | 17         | 1          | CR              | 0               | 0               | -                  | -                  | -                  | -           | -           | -           | 17     | 1      |
| Totale Maiorca           | Totale Maiorca           | Totale Maiorca           | 49         | 4          |                 | 0               | 0               |                    | -                  | -                  |             | -           | -           | 49     | 4      |
| 2006-2007                | Hércules                 | SD                       | 28         | 1          | CR              | 1               | 0               | -                  | -                  | -                  | -           | -           | -           | 29     | 1      |
| 2007-2008                | Hércules                 | SD                       | 31         | 6          | CR              | 2               | 0               | -                  | -                  | -                  | -           | -           | -           | 33     | 6      |
| 2008-2009                | Hércules                 | SD                       | 41         | 8          | CR              | 1               | 0               | -                  | -                  | -                  | -           | -           | -           | 42     | 8      |
| 2009-2010                | Hércules                 | SD                       | 34         | 6          | CR              | 1               | 0               | -                  | -                  | -                  | -           | -           | -           | 35     | 6      |
| 2010-2011                | Hércules                 | PD                       | 12         | 1          | CR              | 0               | 0               | -                  | -                  | -                  | -           | -           | -           | 12     | 1      |
| Totale Hércules          | Totale Hércules          | Totale Hércules          | 146        | 22         |                 | 5               | 0               |                    | -                  | -                  |             | -           | -           | 151    | 22     |
| 2011-2012                | Levante                  | PD                       | 30         | 1          | CR              | 0               | 0               | -                  | -                  | -                  | -           | -           | -           | 30     | 1      |
| dic. 2012-2013           | Villarreal               | SD                       | 11         | 1          | CR              | 0               | 0               | -                  | -                  | -                  | -           | -           | -           | 11     | 1      |
| 2013-feb. 2014           | Villarreal               | PD                       | 0          | 0          | CR              | 0               | 0               | -                  | -                  | -                  | -           | -           | -           | 0      | 0      |
| Totale Villarreal        | Totale Villarreal        | Totale Villarreal        | 33         | 3          |                 | 0               | 0               |                    | -                  | -                  |             | -           | -           | 33     | 3      |
| Totale carriera          | Totale carriera          | Totale carriera          | 439        | 47         |                 | 22              | 0               |                    | 41                 | 3                  |             | 3           | 2           | 505    | 52     |

### Cronologia presenze e reti in nazionale
| Cronologia completa delle presenze e delle reti in nazionale ― Spagna | Cronologia completa delle presenze e delle reti in nazionale ― Spagna | Cronologia completa delle presenze e delle reti in nazionale ― Spagna | Cronologia completa delle presenze e delle reti in nazionale ― Spagna | Cronologia completa delle presenze e delle reti in nazionale ― Spagna | Cronologia completa delle presenze e delle reti in nazionale ― Spagna | Cronologia completa delle presenze e delle reti in nazionale ― Spagna | Cronologia completa delle presenze e delle reti in nazionale ― Spagna |
| Data                                                                  | Città                                                                 | In casa                                                               | Risultato                                                             | Ospiti                                                                | Competizione                                                          | Reti                                                                  | Note                                                                  |
| --------------------------------------------------------------------- | --------------------------------------------------------------------- | --------------------------------------------------------------------- | --------------------------------------------------------------------- | --------------------------------------------------------------------- | --------------------------------------------------------------------- | --------------------------------------------------------------------- | --------------------------------------------------------------------- |
| 18-8-1999                                                             | Varsavia                                                              | Polonia                                                               | 1 – 2                                                                 | Spagna                                                                | Amichevole                                                            | -                                                                     | 46’                                                                   |
| 15-11-2000                                                            | Siviglia                                                              | Spagna                                                                | 1 – 2                                                                 | Paesi Bassi                                                           | Amichevole                                                            | -                                                                     | 46’                                                                   |
| Totale                                                                |                                                                       | Presenze                                                              | 2                                                                     |                                                                       | Reti                                                                  | 0                                                                     |                                                                       |

## Palmarès

### Club

#### Competizioni nazionali
- Coppa di Spagna: 1

Valencia: 1998-1999
- Supercoppa di Spagna: 1

Valencia: 1999

#### Competizioni internazionali
- Coppa Intertoto UEFA: 1

Valencia: 1998

### Nazionale
- Campionato europeo di calcio Under-18: 1

1995
- Campionato europeo di calcio Under-21: 1

1998